# Alpartir
Alpartir es un municipio de España perteneciente a la comarca de Valdejalón en la provincia de Zaragoza de la comunidad autónoma de Aragón. Tiene un área de 27,07 km² con una población de 589 habitantes (INE 2024) y una densidad de 21,42 hab./km².

## Toponimia
Comparte el mismo origen que su río homónimo.

## Historia
Alfonso I donó el lugar, recién conquistado, a la Orden de San Juan de Jerusalén, que junto con las poblaciones de Cabañas y Ricla formaban parte de la Tenencia del río Jalón, perteneciente a la Castellanía de Amposta. El maestre fray Pedro López de Luna, como representante de la Orden, otorgó la Carta de Población de Alpartir, en 1178, con el fin de establecer unas mínimas normas de convivencia, tanto para los habitantes del momento como para los futuros, ya que la repoblación de las tierras era importantísima.

## Demografía
Alpartir cuenta con una población de 589 habitantes (INE 2024).
| Gráfica de evolución demográfica de Alpartir entre 1842 y 2021                                                      |
| |
| Población de derecho según los censos de población del INE Población de hecho según los censos de población del INE |

## Urbanismo
La población más moderna se estructura entre las dos calles principales, que corren paralelas. Entre ellas se forman dos plazas, la de la Constitución y la de la Iglesia, y en el número 1 de la primera se hallan los restos del palacio de la Orden de San Juan de Jerusalén. Se trata de una obra del siglo XV, de la que sólo se conserva el arco conopial de la fachada. La segunda plaza está presidida por la iglesia renacentista de Nuestra Señora de los Ángeles.
La iglesia parroquial, del siglo XVI, es obra de mampostería, y tiene una sola nave con capillas laterales entre los contrafuertes y cabecera poligonal de cinco paños. La portada se halla en el tercer tramo del lado este: un arco de piedra de medio punto, cobijado bajo un arco rebajado también de piedra. El pórtico se cubre con bóveda de crucería

### La calle Mayor
La calle Mayor de Alpartir divide en dos partes desiguales el caserío: la parte medieval queda arriba, en la ladera del cerro de Mosan; y abajo, a ambos lados del cauce del río, la población más moderna, junto a las bodegas.

### El Pilón
Al final de la calle Mayor, antes de llegar a la ermita de la Virgen del Carmen, está el Pilón, una bellísima fuente de piedra arenisca del siglo XVI, con su abrevadero. Está construida a modo de capilla sobre dos pilares que sostienen, junto a la pared de la vivienda, un tejadillo de piedra sillar como todo el conjunto. Bajo el arco rebajado de la misma se esculpió el escudo de la villa: una carrasca.

## Administración y política
| Período   | Alcalde                 | Partido            |  |
| --------- | ----------------------- | ------------------ |  |
| 1979-1983 | Manuel Esperanza Torres | PSOE               |  |
| 1979-1983 | Alfonso Ibáñez          | PSOE               |  |
| 1983-1987 | Alfonso Ibáñez          | PSOE               |  |
| 1987-1991 | Alfonso Ibáñez          | PSOE               |  |
| 1991-1995 |                         |                    |  |
| 1995-1999 | Antonio Gil             | PSOE-Independiente |  |
| 1999-2003 | Alfonso Ibáñez          | PSOE               |  |
| 2003-2007 | Marta Gimeno Hernández  | PSOE               |  |
| 2007-2011 | Marta Gimeno Hernández  | PSOE               |  |
| 2011-2015 | Marta Gimeno Hernández  | PSOE               |  |
| 2015-2019 | Marta Gimeno Hernández  | PSOE               |  |

| Partido político    | Partido político                                   | 2003   | 2007   | 2011   | 2015   |
| Partido político    | Partido político                                   | Ediles | Ediles | Ediles | Ediles |
|                     | Partido de los Socialistas de Aragón (PSOE-Aragón) | 4      | 6      | 4      | 4      |
|                     | Partido Popular de Aragón (PP)                     | 3      | 0      | 3      | 3      |
|                     | Partido Aragonés (PAR)                             | —      | 0      | 0      | —      |
|                     | Chunta Aragonesista (CHA)                          | —      | 1      | —      | —      |
| Total de concejales | Total de concejales                                | 7      | 7      | 7      | 7      |

## Patrimonio

### El Peirón

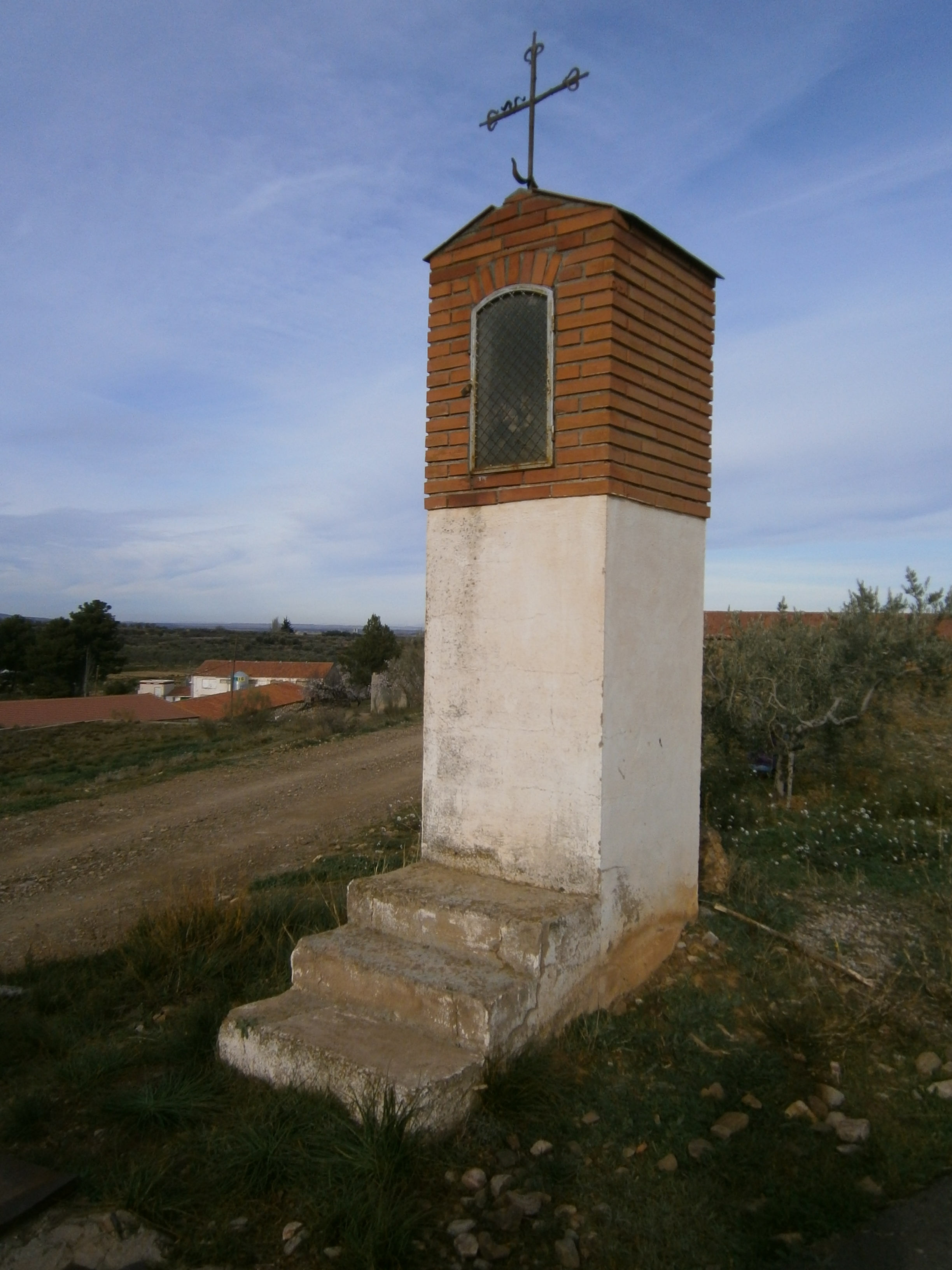
El Peirón de la Virgen de los Desamparados está situado en la confluencia de los caminos del Reguero y de la Rambla. Es de ladrillo y tiene una imagen de bulto de escayola.

### Ermita de la Virgen del Carmen
Se sitúa al final de la calle Joaquín Costa. Es una pequeña capilla con una hornacina en la que se colocó una escultura de escayola de la Virgen del Carmen. Tiene la siguiente inscripción: "Año 1916 N S del C".

### Ruinas del convento franciscano recoleto de San Cristóbal
Manuel Monreal Casamayor, en un estudio sobre los orígenes de este convento, asegura que el Convento de Alpartir fue una filiación del Convento de San Francisco de Calatayud. Hoy solo quedan las ruinas. No es exacta la fecha de fundación y se ha propuesto el año 1444. Santiago Gimeno cree que en sus orígenes fueron un simple eremitorio, fundado por religiosos procedentes de Calatayud y le asigna igualmente la fecha de 1444. Es uno de los 12 que poseía la Custodia de Aragón en 1559, cuando se celebra en Áquila el Capítulo General. Uno de sus más destacados frailes fue Juan Ribas, nacido en 1607 y que murió en dicho convento el día 15 de mayo de 1671; fue un experto canonista que dejó muchas obras impresas y manuscritas.

## Las minas de Alpartir
Las minas de plata de Alpartir son un referente en la minería de Aragón, siendo los minerales más abundantes la tetraedrita con un cierto contenido de plata, la lollingita y la calcostibina. Además se han encontrado  minerales secundarios de interés científico, como olivenita, cornwallita, conicalcita, hörnesita, parasimplesita y otros.
Las minas se trabajaron probablemente en época romana, ya que durante la etapa de explotación en el siglo XIX se encontraron labores antiguas bastante grandes, especialmente en la mina llamada Colosal Platífera, situada cerca del pueblo. A mediados del siglo XIX se demarcaron muchas concesiones, aunque las labores se llevaron a cabo fundamentalmente en la mina Bilbilitana, situada en la confluencia del barranco de la Tejera con el del Hontanal. La explotación duró menos de dos décadas, quedando abandonadas en la década de 1860. A principios del siglo XX la empresa Compañía General de Minas y Sondeos compró varias concesiones y rehabilitó las labores de la mina Bilbilitana, aunque las abandonó a los pocos años. Actualmente, quedan restos significativos de patrimonio histórico minero, especialmente el edificio del malacate de la mina Bilbilitana.

## Fiestas
- San Gervasio y San Protasio, 19 de junio (patronales).
- Romería a la ermita de San Gregorio, 12 de marzo.
- Virgen del Rosario, el primer domingo de octubre, con hoguera y comida en la plaza